# 3° battaglione paracadutisti (Regno Unito)
Il 3º battaglione paracadutisti (3 PARA), è uno dei quattro battaglioni che formano il Reggimento Paracadutisti dell'esercito britannico. Come unità di fanteria leggera aviotrasportata, il battaglione è in grado di svolgere una vasta gamma di compiti operativi. Ha sede nella cittadina inglese di Colchester nella caserma Merville.

## Storia
Impressionato dal successo delle operazioni aviotrasportate tedesche durante la Battaglia di Francia, il Primo Ministro britannico Winston Churchill incaricò il Ministero della Guerra di esplorare la possibilità di creare un corpo di 5.000 truppe paracadutiste.
Dopo alcuni mesi, nel febbraio 1941 i primi paracadutisti parteciparono all'Operazione Colossus, condotta ai danni degli italiani.
Il successo del raid spinse il Ministero della Guerra ad espandere le forze aviotrasportate istituendo un centro di addestramento a Derbyshire dove fu creato il Reggimento Paracadutisti.